# الأمير هاملت
الأمير هاملت (بالإنجليزية: Prince Hamlet) هو البطل في مسرحية ويليام شكسبير، هاملت (1599-1601)، وأمير الدنمارك، وابن شقيق كلوديوس، وابن هاملت ملك الدنمارك السابق.

## مختصر
في بداية المسرحية كان يناضل من أجل الانتقام لمقتل والده، وتسبب هاملت في وفاة بولونيوس، ولايرتس، وكلوديوس، وروزينكرانتس وغيلدنسترن، وهما من معارفه منذ الطفولة. كما أنه متورط بشكل غير مباشر في وفاة حبيبته أوفيليا (غرقًا) وأمه غيرترود (التي تسممت بالخطأ).

## التمثيل
قائمة بعض الممثلين البارزين لهاملت:

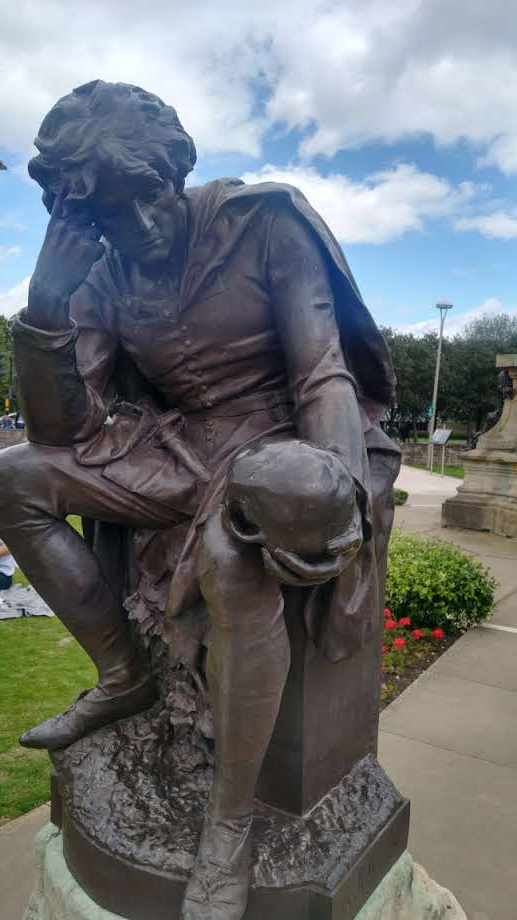
تمثال هاملت يحمل جمجمة في ستراتفورد أبون أفون.

1. من المفترض أن يكون ريتشارد بيرباج قد نشأ دور هاملت في مسرح جلوب.
2. جعل دايفيد جاريك هذا الدور أحد القطع المركزية في مجموعته في القرن الثامن عشر.
3. لعب سيد بيتي الدور في ذروة شعبيته في عام 1805، وتم تأجيل مجلس العموم في وقت مبكر حتى يتمكن أعضاء برلمان المملكة المتحدة من رؤية من يؤدي الدور.
4. اشتهر إدوين بوث بالدور الذي لعبه في مدينة نيويورك في ستينيات وسبعينيات القرن التاسع عشر.
5. هنري إيرفينغ، الممثل الأول الذي حصل على لقب فارس، لعب دور هاملت في 200 عرض متتالي غير مسبوق في مسرح لايسيوم في لندن عام 1874.
6. كانت السيدة باول أول امرأة تظهر في هذا الدور في لندن عام 1796.[3]
7. لعب باري سوليفان الدور في العصر الفيكتوري.
8. لعب جونستون فوربس روبرتسون الدور عام 1898.
9. خلق جون باريمور ضجة كبيرة بأدائه في برودواي في عام 1922، ومرة أخرى في لندن عام 1925.
10. لعب جون غيلغد دور هاملت أكثر من 500 مرة بين عامي 1930 و1945.
11. لعب غوستاف غروندغنس دور هاملت في برلين عام 1936.
12. لعب لورنس أوليفيه دور هاملت لأول مرة في أولد فيك في عام 1937، وأدى لاحقًا الإنتاج في قلعة إلزينور.
13. لعب موريس إيفانز الدور لأول مرة في مسرح أولد فيك عام 1935 وحقق انتصارًا في مسرح برودواي في عامي 1938 و1945.
14. لعب باول سكوفيلد دور هاملت في شركة شكسبير الملكية في عام 1948 ومرة أخرى في عام 1955، من إخراج بيتر بروك.
15. لعب ريتشارد برتون الدور لأول مرة في مسرح أولد فيك في عام 1953، وعاد إليه في إنتاج مسرح برودواي عام 1964 الذي اشتهر عندما تزوج إليزابيث تايلور خلال تجربته خارج المدينة.
16. لعب ديفيد وارنر دور البطولة في مسرحية هاملت لبيتر هول في إنتاج RSC في أغسطس 1965 في ستراتفورد.
17. كان ريتشارد تشامبرلين أول ممثل أمريكي يلعب الدور في لندن منذ جون باريمور.
18. لعب فلاديمير فيسوتسكي دور هاملت في مسرح تغانكا بموسكو بين عامي 1971 و1980.
19. لعب ديريك جاكوبي الدور في عام 1977.[4]
20. لعب كريستوفر والكن الدور عام 1982.
21. لعب مارك رايلانس الدور في عام 1988 وفي عام 2000.
22. لعب دانيال دي لويس دور هاملت في المسرح الملكي الوطني في عام 1989 قبل أن ينهار على خشبة المسرح في منتصف الطريق من خلال أداء خلال المشهد حيث يظهر شبح والد هاملت أمامه.[5] تم استبداله جيرمي نورثام الذي قدم أداءً مذهلًا.[6] حل إيان تشارلزون رسميًا محل دي لويس لبقية المسرحية.[7]
23. لعب كينيث براناه الدور في عام 1992
24. فاز رالف فاينس بجائزة توني لأفضل ممثل عام 1995 عن دوره في التمثيل.
25. لعب صموئيل ويست دور هاملت في 2001-2002 وفاز بجائزة مسرح دائرة النقاد.
26. لعب كريستوفر إليكستون الدور في عام 2002.
27. لعب توبي ستيفنز الدور في عام 2004.
28. لعب بن ويشا الدور في عام 2004.
29. لعب مايكل ستولبارغ الدور في عام 2008.
30. لعب ديفيد تينانت الدور في 2008-2009.
31. لعب كريستيان كامارغو الدور في عام 2009، وحصل عن ذلك على جائزة أوبي.
32. لعب مايكل شين الدور في 2011-2012.
33. لعب جوزتاف سكارسجارد دور هاملت في مسرحية هاملت بمسرح مدينة ستوكهولم في عام 2010.
34. لعبت ماكسين بيك دور هاملت في عام 2014.
35. لعب بيندكت كامبرباتش دور هاملت في مركز باربيكان في لندن عام 2015.
36. لعب بابا إسييدو الدور في عام 2016.
37. يلعب كريستيان فريدل دور هاملت في عام 2012.
38. لعب أندرو سكوت دور هاملت في عام 2016.
39. لعب توم هيدليستون دور هاملت في عام 2017.
40. لعب أوسكار إسحاق دور هاملت في المسرح العام في عام 2017.
41. لعبت روث نيجا دور هاملت خلال مهرجان دبلن المسرحي 2018.

## روابط خارجية
الأمير هاملت على موقع الموسوعة البريطانية (الإنجليزية)